# Себеусадское сельское поселение
Себеусадское се́льское поселе́ние — муниципальное образование в Моркинском районе Марий Эл Российской Федерации.
Административный центр — деревня Себеусад.

## История
Статус и границы сельского поселения установлены Законом Республики Марий Эл от 18 июня 2004 года № 15-З «О статусе, границах и составе муниципальных районов, городских округов в Республике Марий Эл».
Состав сельского поселения установлен Законом Республики Марий Эл от 28 декабря 2004 года № 62-З «О составе и границах сельских, городских поселений в Республике Марий Эл».

## Население
| 2010  | 2011  | 2012  | 2013  | 2014  | 2015  | 2016  |
| ----- | ----- | ----- | ----- | ----- | ----- | ----- |
| 2385  | ↘2374 | ↘2261 | ↘2180 | ↘2147 | ↘2131 | ↘2108 |
| 2017  | 2018  | 2019  | 2020  | 2021  | 2023  |       |
| ↘2071 | ↘2051 | ↘1961 | ↘1876 | ↗2021 | ↘1923 |       |

## Состав сельского поселения
| №  | Населённый пункт | Тип населённого пункта          | Население |
| -- | ---------------- | ------------------------------- | --------- |
| 1  | Азъял            | починок                         | 28        |
| 2  | Апанаево         | деревня                         | 34        |
| 3  | Большой Кожлаял  | деревня                         | 107       |
| 4  | Весьшурга        | деревня                         | 273       |
| 5  | Дигино           | деревня                         | 49        |
| 6  | Ерсола           | деревня                         | 9         |
| 7  | Изи Кугунур      | деревня                         | 125       |
| 8  | Кабаксола        | деревня                         | 25        |
| 9  | Кучук Памаш      | деревня                         | 3         |
| 10 | Лопнур           | деревня                         | 55        |
| 11 | Малая Мушерань   | деревня                         | 86        |
| 12 | Малый Кожлаял    | деревня                         | 149       |
| 13 | Масканур         | деревня                         | 39        |
| 14 | Немецсола        | деревня                         | 96        |
| 15 | Нурумбал         | деревня                         | 143       |
| 16 | Пумор            | деревня                         | 76        |
| 17 | Себеусад         | деревня, административный центр | 292       |
| 18 | Смычка           | деревня                         | 73        |
| 19 | Тайганур         | деревня                         | 10        |
| 20 | Тишкино          | деревня                         | 36        |
| 21 | Тыгыде Морко     | деревня                         | 309       |
| 22 | Чодрасола        | деревня                         | 220       |
| 23 | Юшуттур          | деревня                         | 111       |
| 24 | Янгушево         | деревня                         | 37        |